# Bulbophyllum gymnopus
Bulbophyllum gymnopus es una especie de orquídea epifita originaria del Sudeste de Asia.  

## Descripción
Es una orquídea de tamaño pequeño, de crecimiento cálido con hábitos epífitas   y ocasionalmente litofita   con un rizoma ramificado, rastrero con 5  cm de separación entre cada pseudobulbo elipsoide pseudobulbo, lisa que lleva una sola hoja, lanceolada, aguda y apical. Florece en el invierno en una inflorescencia de 12.5 cm a 15 cm  de largo, con varias a muchos flores perfumadas que están equidistantes desde cerca desde la base de la inflorescencia al ápice.

## Distribución y hábitat
Se encuentra en el este de los Himalayas, Assam, Bhután, Sikkim, Myanmar y Tailandia en elevaciones de 600 a 2.000 metros, como epifita en los bosques de hoja perenne y litofita en las rocas. 

## Propiedades
B. gymnopus produce el fenantrenediol gimnopusina.

## Taxonomía
Bulbophyllum gymnopus fue descrita por Joseph Dalton Hooker   y publicado en The Flora of British India 5(16): 764. 1890.
Etimología
Bulbophyllum: nombre genérico que se refiere a la forma de las hojas que es bulbosa.
gymnopus: epíteto latino que significa "rastrero".
Sinonimia
- Drymoda gymnopus (Hook.f.) Garay, Hamer & Siegerist
- Monomeria gymnopus (Hook.f.) Aver.
- Phyllorchis gymnopus (Hook. f.) Kuntze
- Phyllorkis gymnopus (Hook.f.) Kuntze[5][6]